# Antoni Auléstia
Antoni Auléstia y Pijoan (Reus, 1848-Barcelona, 1908) fue un historiador y literato español, que desarrolló su labor en Cataluña.

## Biografía
Estudió en Reus y Barcelona. En 1870 fue cofundador de la sociedad catalanista La Jove Catalunya y más tarde fue uno de los redactores de las Bases de Manresa. Académico de la Real Academia de Buenas Letras de Barcelona y de la Academia de la Lengua Catalana. En 1877 fue presidente de la primera asociación excursionista de España, la Asociación Catalanista de Excursiones Científicas. Escribió un gran número de obras, entre ellas Memoria histórica de los catalanes que intervinieron en el descubrimiento de América (premiada en los Juegos Florales de 1876) y su obra maestra Història de Catalunya en dos volúmenes (Barcelona 1887 y 1889). Algunas de sus obras describen los grandes monumentos catalanes, como el Monasterio de Poblet, el Gran Salón de la Lonja de Barcelona y el Monasterio de Sant Cugat del Vallés.